# Leichtathletik-Europameisterschaften 2006/Diskuswurf der Männer

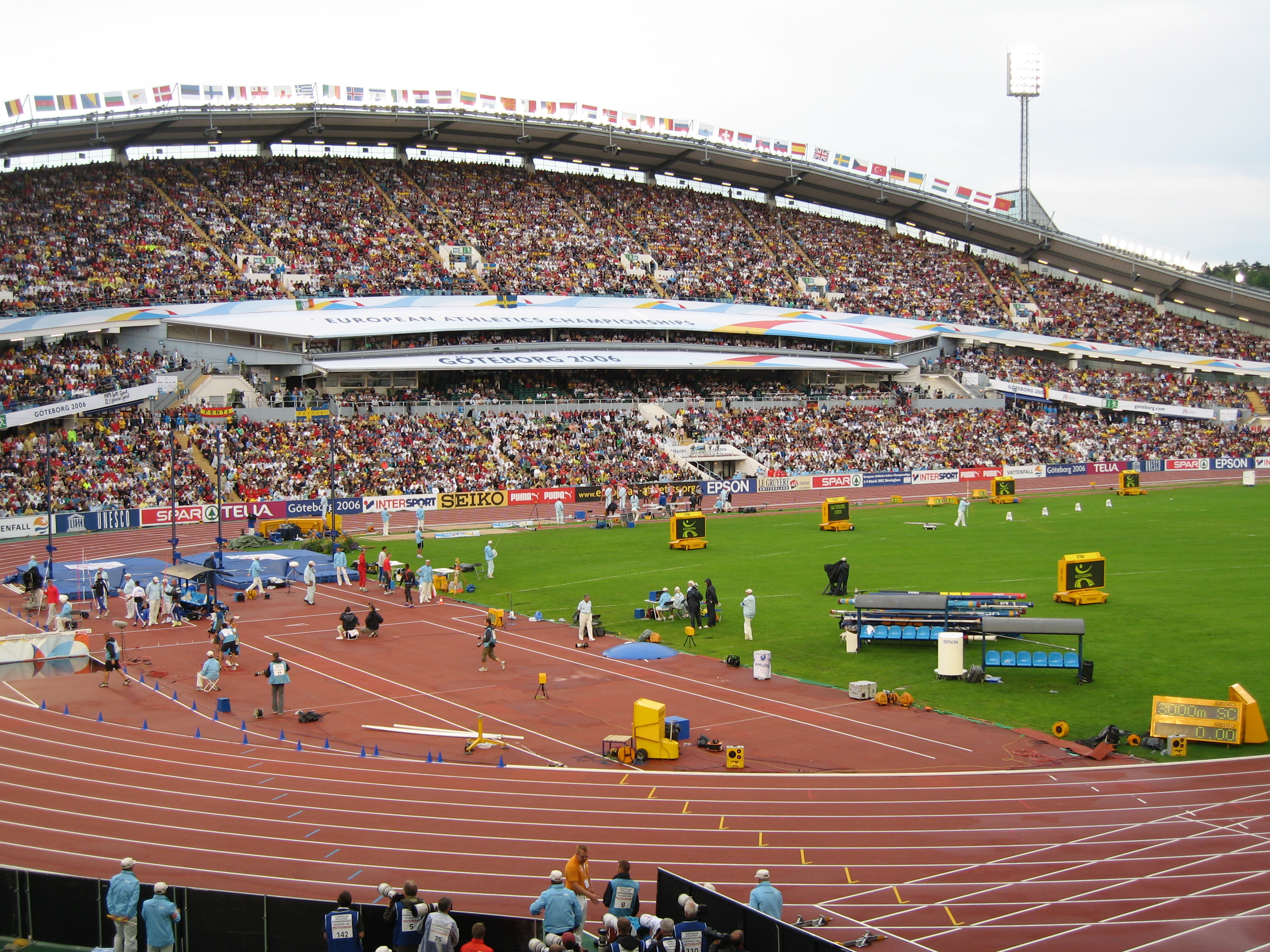
Das Ullevi-Stadion in Göteborg während der Europameisterschaften 2006

Der Diskuswurf der Männer bei den Leichtathletik-Europameisterschaften 2006 wurde am 10. und 12. August 2006 im Ullevi-Stadion der schwedischen Stadt Göteborg ausgetragen.
In diesem Wettbewerb errangen die Werfer aus Estland mit Silber und Bronze zwei Medaillen. Europameister wurde mit dem Litauer Virgilijus Alekna der beste Diskuswerfer dieser Jahre. Er hatte zuvor zwei olympische Goldmedaillen (2000/2004), zwei Weltmeistertitel (2003/2005) errungen und war bei den letzten beiden Europameisterschaften Zweiter (2002) bzw. Dritter (1998) geworden.
Den zweiten Platz belegte der Vizeweltmeister von 2005 Gerd Kanter.
Bronze ging an den Olympiadritten von 2004 Aleksander Tammert.

## Bestehende Rekorde
| Weltrekord           | 74,08 m | Jürgen Schult  | Neubrandenburg DDR (heute Deutschland) | 6. Juni 1986    |
| Europarekord         | 74,08 m | Jürgen Schult  | Neubrandenburg DDR (heute Deutschland) | 6. Juni 1986    |
| Meisterschaftsrekord | 68,83 m | Róbert Fazekas | EM München, Deutschland                | 11. August 2002 |

Der bestehende EM-Rekord wurde bei diesen Europameisterschaften nicht erreicht. Die größte Weite erzielte der litauische Europameister Virgilijus Alekna mit 68,67 m, womit er nur um sechzehn Zentimeter unter dem Rekord blieb. Zum Welt- und Europarekord fehlten ihm 5,31 m.

## Doping
Der elftplatzierte Ungar Roland Varga wurde 2007 aufgrund einer Probe vom 22. Juli 2006 des Verstoßes gegen die Dopingbestimmungen überführt. Er erhielt einer Sperre von zwei Jahren, seine Ergebnisse seit der Probenentnahme wurden annulliert. Vargas Landsmann Gábor Máté, der zunächst Rang zwölf belegt hatte, rückte um einen Platz nach vorn.
Leidtragender des Dopingbetrugs war vor allem der Deutsche Robert Harting, der als Zwölfter der Qualifikation eigentlich im Finale hätte starten dürfen.

## Legende
Kurze Übersicht zur Bedeutung der Symbolik – so üblicherweise auch in sonstigen Veröffentlichungen verwendet:
| NM  | keine Weite (no mark)                 |
| ogV | ohne gültigen Versuch                 |
| DOP | wegen Dopingvergehens disqualifiziert |
| –   | verzichtet                            |
| x   | ungültig                              |

## Qualifikation
10. August 2006, 10:30 Uhr
24 Wettbewerber traten in zwei Gruppen zur Qualifikationsrunde an. Fünf von ihnen (hellblau unterlegt) übertrafen die Qualifikationsweite für den direkten Finaleinzug von 63,50 m. Damit war die Mindestzahl von zwölf Finalteilnehmern nicht erreicht. Das Finalfeld wurde mit den sieben nächstplatzierten Sportlern (hellgrün unterlegt) auf zwölf Werfer aufgefüllt. So mussten schließlich 60,11 m für die Finalteilnahme erbracht werden.
Später Stellte sich heraus, dass Roland Varga als einer der Finalteilnehmer gegen die Dopingbestimmungen verstoßen hatte.

## Gruppe A

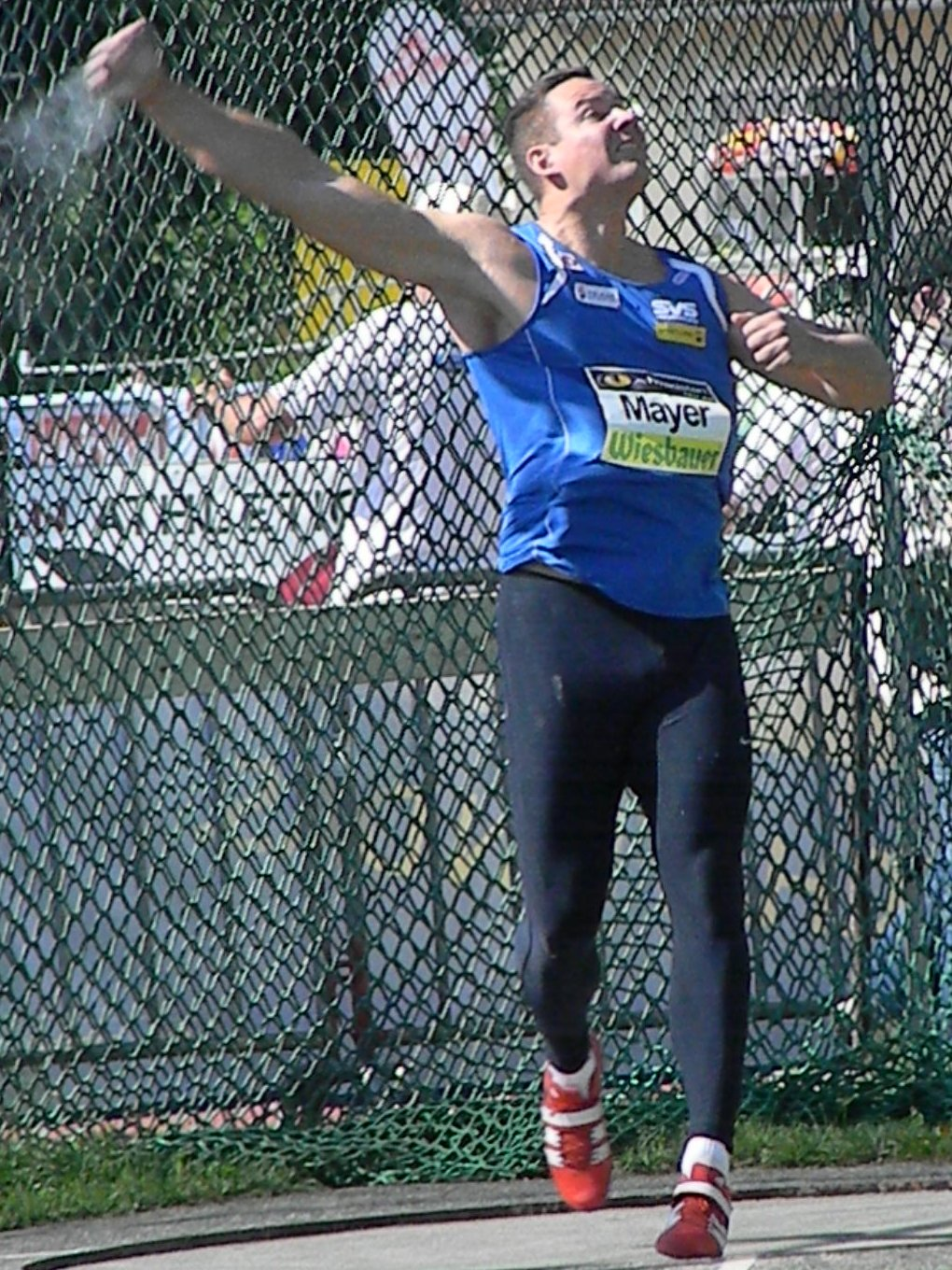
Gerhard Mayer erzielte 59,54 m, hatte jedoch mit einer Weite unter sechzig Meter keine Finalchance

| Platz | Name                | Nation      | Bestweite (m) | 1. Versuch (m) | 2. Versuch (m) | 3. Versuch (m) | Anmerkung                 |
| 1     | Gerd Kanter         | Estland     | 66,71         | x              | 61,49          | 66,71          |                           |
| 2     | Piotr Małachowski   | Polen       | 63,76         | 61,75          | 63,76          | –              |                           |
| 3     | Rutger Smith        | Niederlande | 63,53         | 60,58          | 63,53          | –              |                           |
| 4     | Aleksander Tammert  | Estland     | 63,51         | 63,51          | –              | –              |                           |
| 5     | Michael Möllenbeck  | Deutschland | 60,62         | x              | 58,42          | 60,62          |                           |
| 6     | Sergiu Ursu         | Rumänien    | 60,50         | 60,50          | x              | 58,39          |                           |
| 7     | Andrzej Krawczyk    | Polen       | 60,11         | 60,11          | 59,78          | 58,66          |                           |
| 8     | Gerhard Mayer       | Österreich  | 59,54         | 55,59          | x              | 59,54          |                           |
| 9     | Mikko Kyyrö         | Finnland    | 58,59         | 58,59          | 57,82          | x              |                           |
| 10    | Stanislaw Aleksejew | Russland    | 56,91         | 56,91          | x              | 55,71          |                           |
| 11    | Cristiano Andrei    | Italien     | 54,82         | 54,82          | 54,42          | 54,74          |                           |
| DOP   | Roland Varga        | Ungarn      | 61,01         | x              | 61,01          | 60,79          | für das Finale zugelassen |

## Gruppe B
| Platz | Name                    | Nation      | Bestweite (m) | 1. Versuch (m) | 2. Versuch (m) | 3. Versuch (m) | Anmerkung                              |
| 1     | Virgilijus Alekna       | Litauen     | 64,53         | 57,25          | x              | 64,53          |                                        |
| 2     | Lars Riedel             | Deutschland | 63,36         | 63,36          | –              | –              |                                        |
| 3     | Mario Pestano           | Spanien     | 63,08         | 63,08          | 62,42          | 62,05          |                                        |
| 4     | Gábor Máté              | Ungarn      | 60,53         | 60,53          | x              | x              |                                        |
| 5     | Robert Harting          | Deutschland | 59,87         | 59,24          | 59,38          | 59,87          | eigentlich für das Finale qualifiziert |
| 6     | Märt Israel             | Estland     | 59,80         | x              | 59,30          | 59,80          |                                        |
| 7     | Olgierd Stański         | Polen       | 59,30         | x              | x              | 59,30          |                                        |
| 8     | Bogdan Pischtschalnikow | Russland    | 58,77         | 58,77          | x              | 56,34          |                                        |
| 9     | Hannes Kirchler         | Italien     | 56,78         | x              | x              | 56,78          |                                        |
| 10    | Niklas Arrhenius        | Schweden    | 56,62         | x              | x              | 56,62          |                                        |
| 11    | Mika Loikkanen          | Finnland    | 56,08         | 56,08          | 53,98          | x              |                                        |
| NM    | Dmitri Schewtschenko    | Russland    | ogV           | x              | x              | x              |                                        |

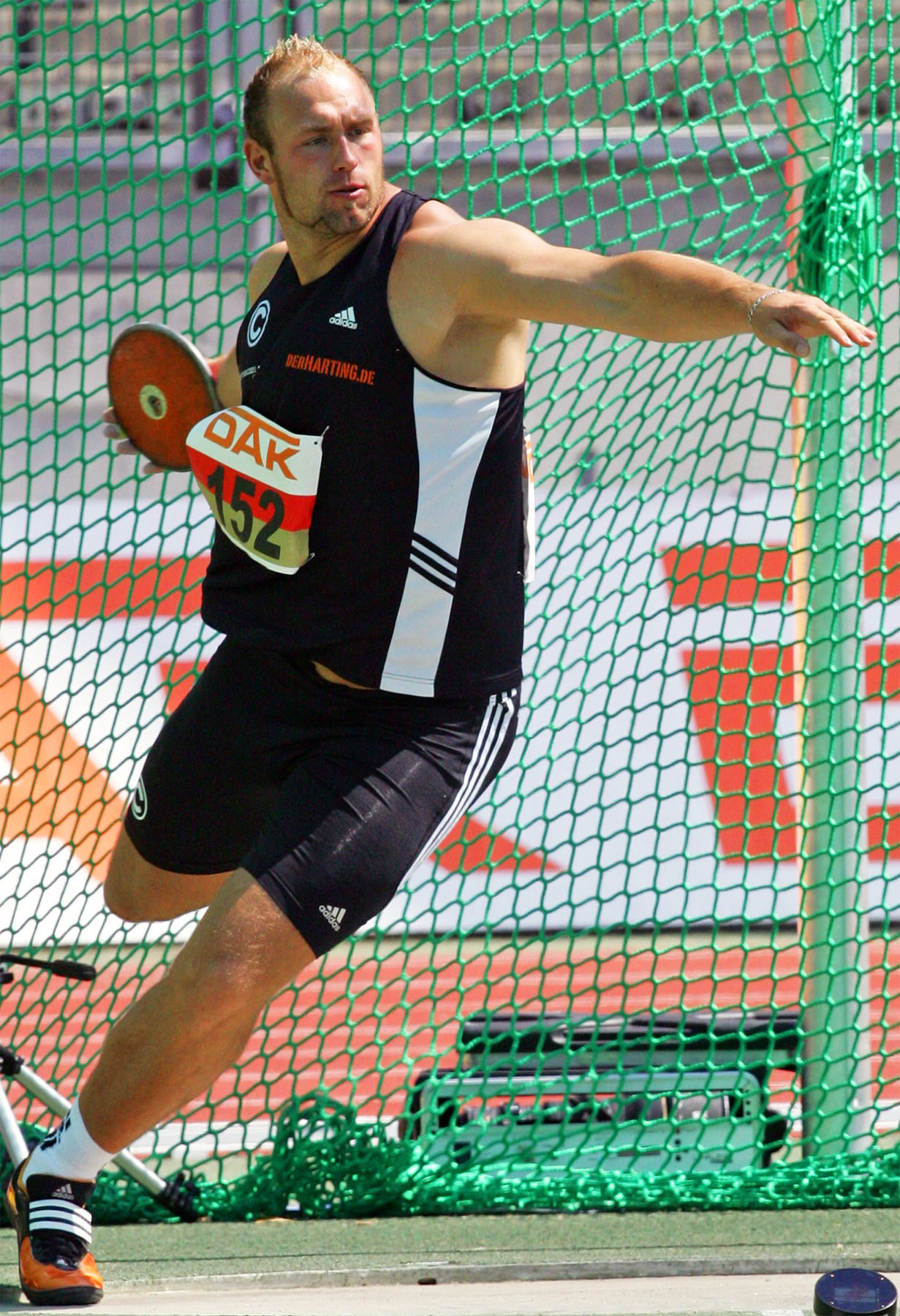
Wie sich erst zu spät herausstellte, hätte Robert Harting mit 59,87 m als Gesamtzwölfter der Qualifikation am Finale teilnehmen können
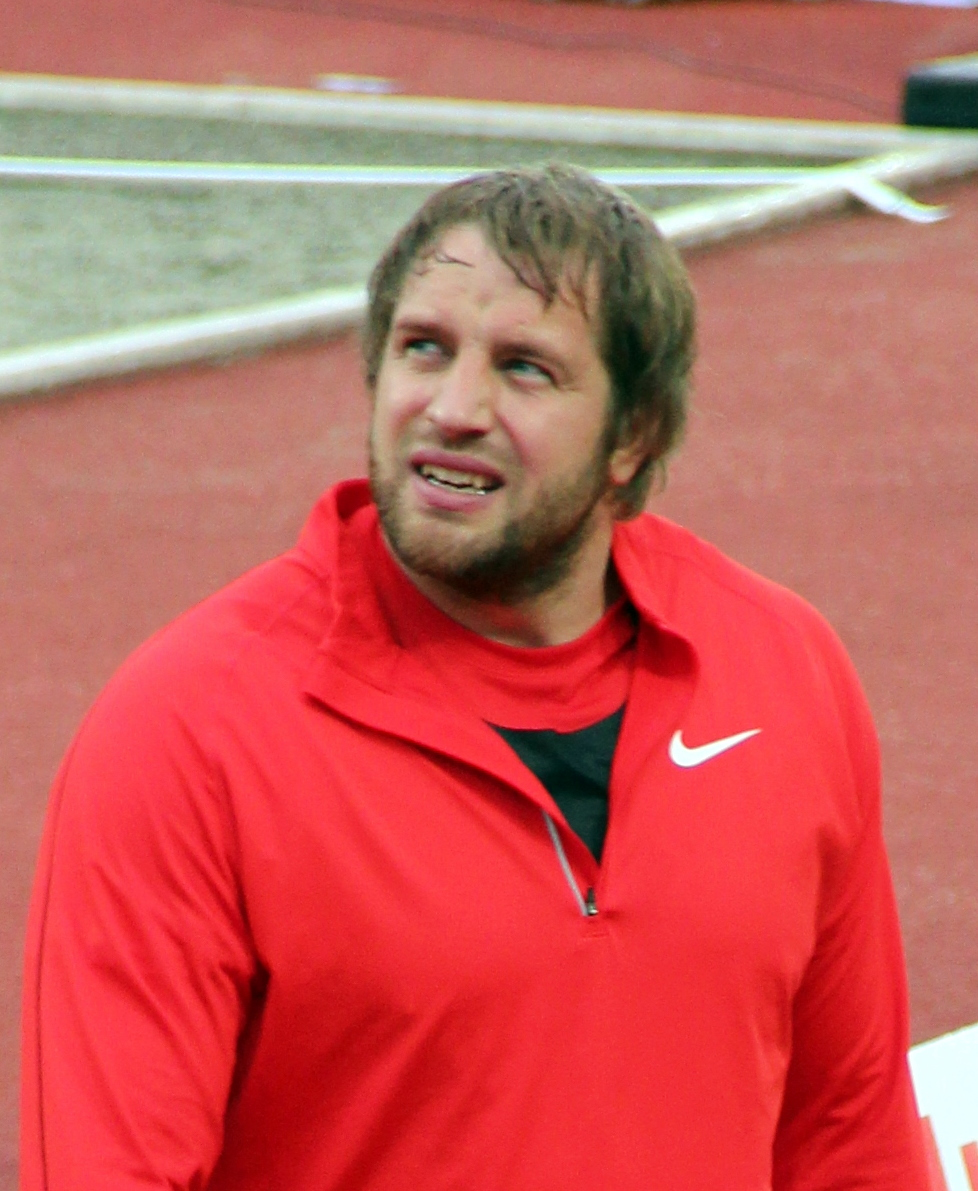
Märt Israel fehlten mit seinen 59,80 m 31 Zentimeter für die Finalteilnahme
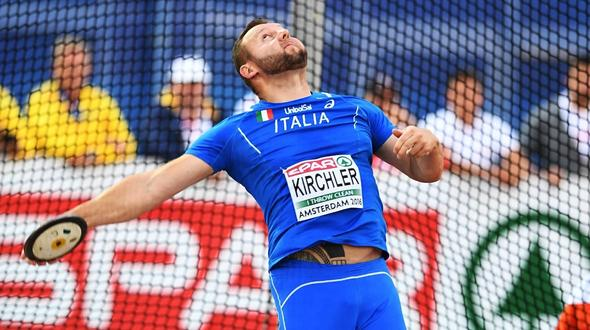
Hannes Kirchler schied mit 56,78 m in der Qualifikation aus
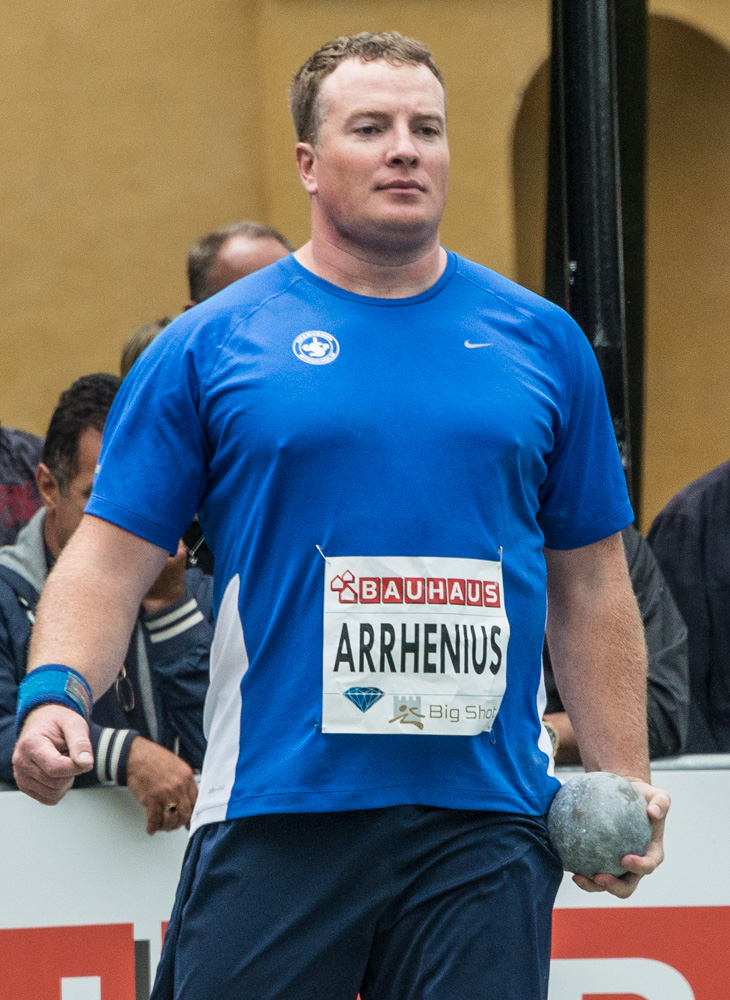
Für Niklas Arrhenius (hier als Kugelstoßer) war mit 56,62 m der Wettkampf nach der Qualifikation beendet

## Finale
12. August 2006, 16:30 Uhr
| Platz | Name               | Nation      | Resultat (m) | 1. Versuch (m) | 2. Versuch (m) | 3. Versuch (m) | 4. Versuch (m)                         | 5. Versuch (m)                         | 6. Versuch (m)                         |
| 1     | Virgilijus Alekna  | Litauen     | 68,67        | 68,67          | 67,36          | 67,34          | 67,37                                  | 67,33                                  | 66,57                                  |
| 2     | Gerd Kanter        | Estland     | 68,03        | 61,04          | x              | 68,03          | x                                      | x                                      | x                                      |
| 3     | Aleksander Tammert | Estland     | 66,14        | 62,02          | 65,32          | 66,14          | 65,59                                  | 65,29                                  | 60,72                                  |
| 4     | Mario Pestano      | Spanien     | 64,84        | 63,80          | 64,84          | 62,86          | 63,54                                  | 64,26                                  | 62,52                                  |
| 5     | Michael Möllenbeck | Deutschland | 64,82        | x              | 64,82          | 64,75          | 62,89                                  | 62,00                                  | –                                      |
| 6     | Piotr Małachowski  | Polen       | 64,57        | 61,81          | 64,57          | 62,52          | 61,83                                  | 63,77                                  | x                                      |
| 7     | Rutger Smith       | Niederlande | 64,46        | 63,52          | 63,33          | 64,06          | 62,14                                  | 62,61                                  | 64,46                                  |
| 8     | Lars Riedel        | Deutschland | 64,11        | 64,11          | x              | 59,88          | 64,07                                  | 59,56                                  | 58,43                                  |
| 9     | Sergiu Ursu        | Rumänien    | 62,84        | 58,14          | 62,84          | x              | nicht im Finale der besten acht Werfer | nicht im Finale der besten acht Werfer | nicht im Finale der besten acht Werfer |
| 10    | Andrzej Krawczyk   | Polen       | 61,56        | x              | 59,77          | 61,56          | nicht im Finale der besten acht Werfer | nicht im Finale der besten acht Werfer | nicht im Finale der besten acht Werfer |
| 11    | Gábor Máté         | Ungarn      | 57,35        | 56,52          | 57,35          | x              | nicht im Finale der besten acht Werfer | nicht im Finale der besten acht Werfer | nicht im Finale der besten acht Werfer |
| DOP   | Roland Varga       | Ungarn      | 60,52        | x              | x              | 60,52          | nicht im Finale der besten acht Werfer | nicht im Finale der besten acht Werfer | nicht im Finale der besten acht Werfer |

Nach Bronze 1998 und Silber 2002 gewann Virgilijus Alekna 2006 endlich die erste Goldmedaille für Litauen bei Europameisterschaften überhaupt. Die beiden Esten Gerd Kanter und Aleksander Tammert auf den weiteren Medaillenrängen und der lettische Hürdenlaufeuropameister Staņislavs Olijars im machten den vorletzten Tag der Europameisterschaften 2006 zum Tag der Balten.

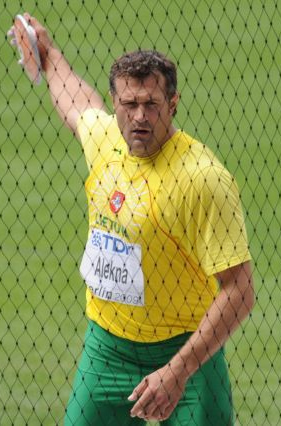
Virgilijus Alekna, weltbester Diskuswerfer der letzten Jahre, wurde Europameister
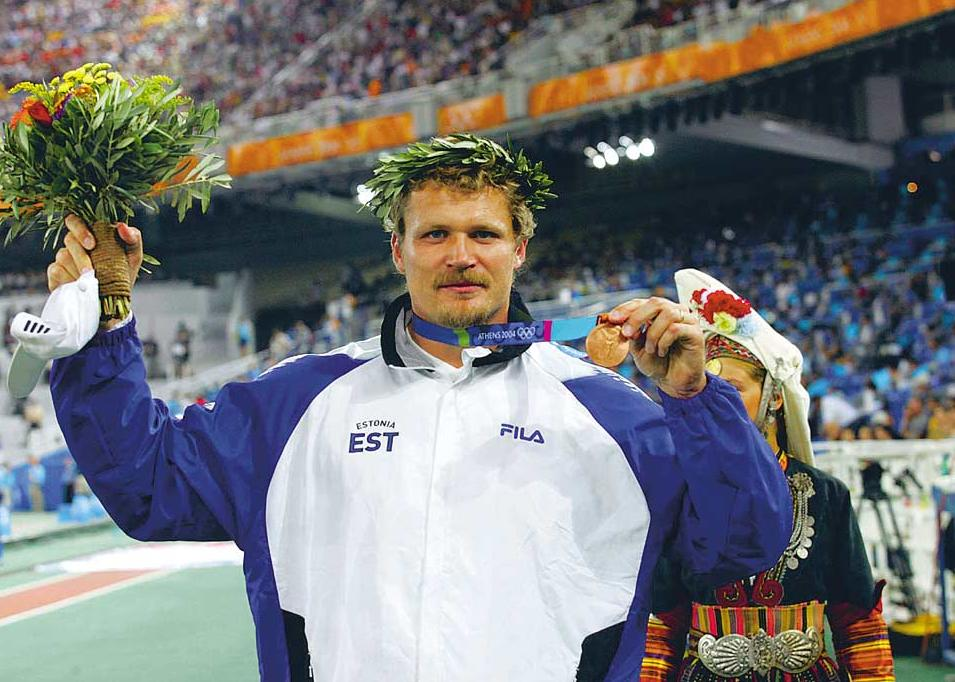
Aleksander Tammert – Bronze für den Olympiadritten von 2004
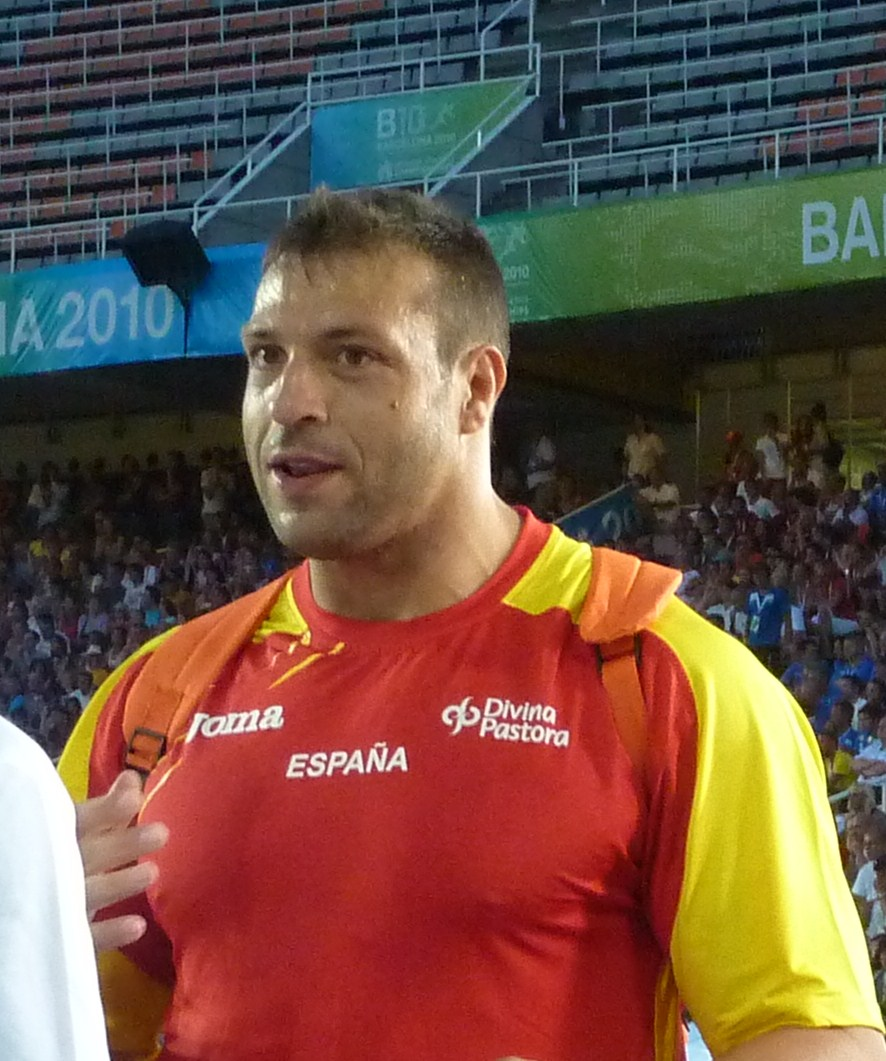
Mario Pestano wurde Vierter
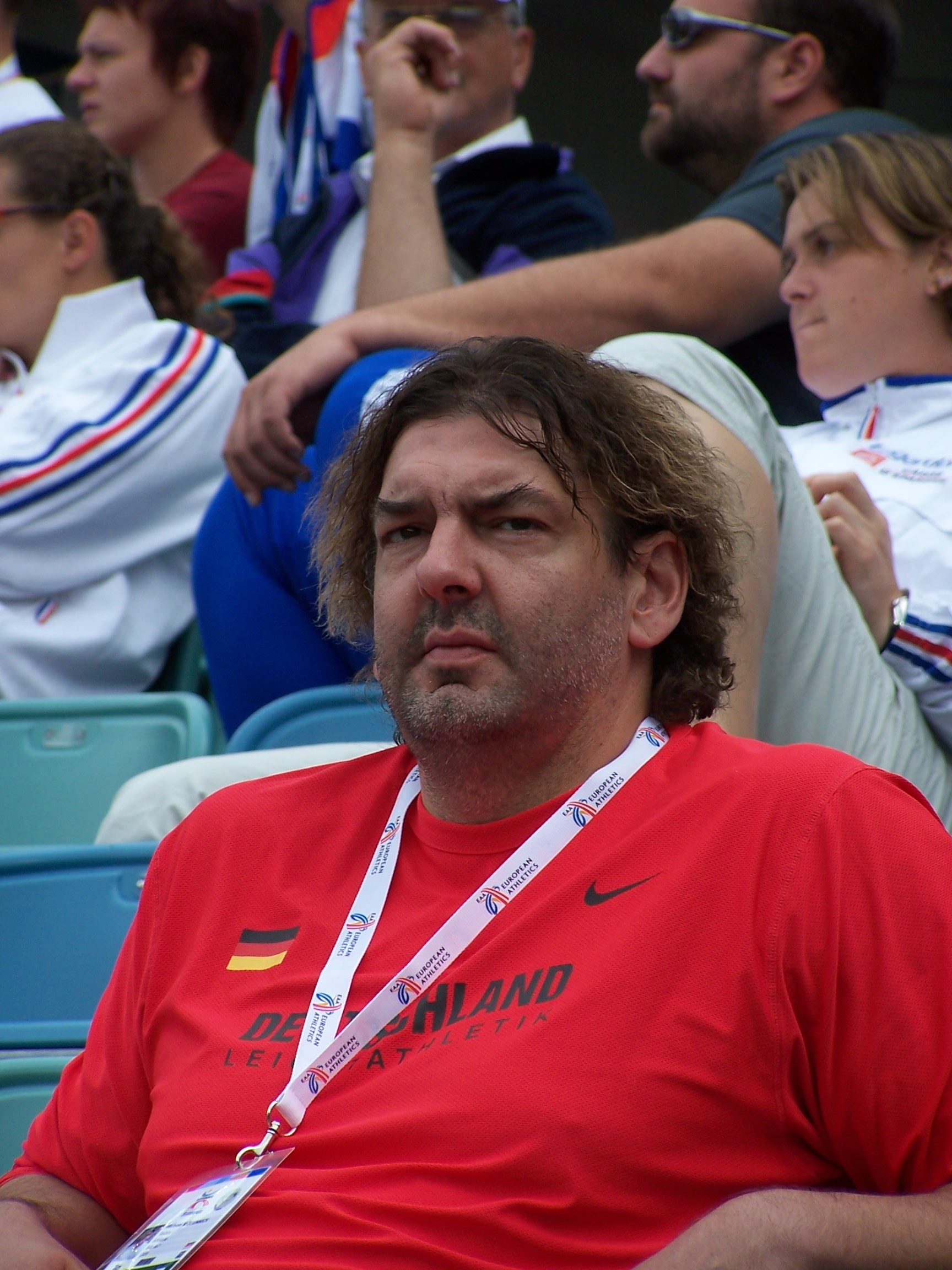
Michael Möllenbeck, WM-Dritter von 2001/2005 und EM-Dritter von 2002, erreichte Platz fünf

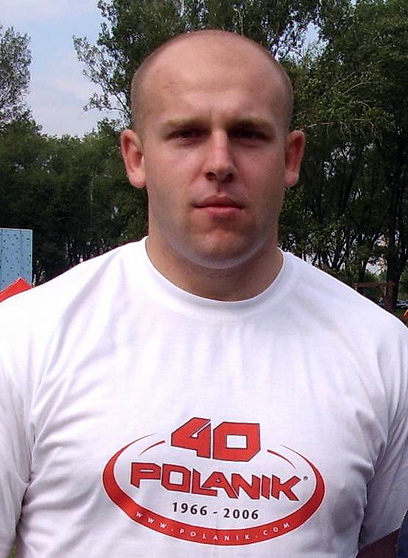
Der sechstplatzierte Piotr Malachowski konnte später zahlreiche Medaillen sammeln, unter anderem zweifacher Europameister (2010/2016), Weltmeister 2015 und mehr
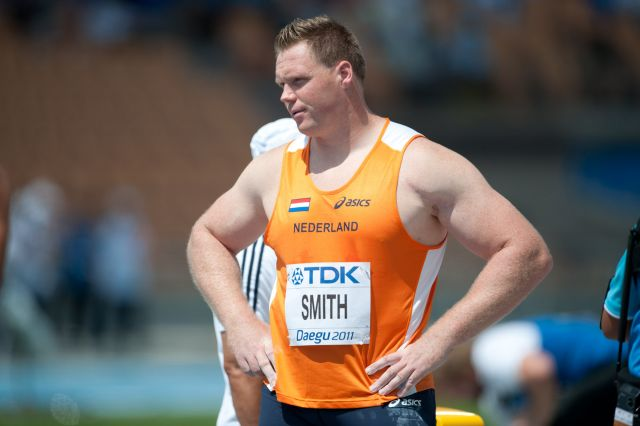
Rutger Smith, Dritter im Kugelstoßen, belegte Rang sieben
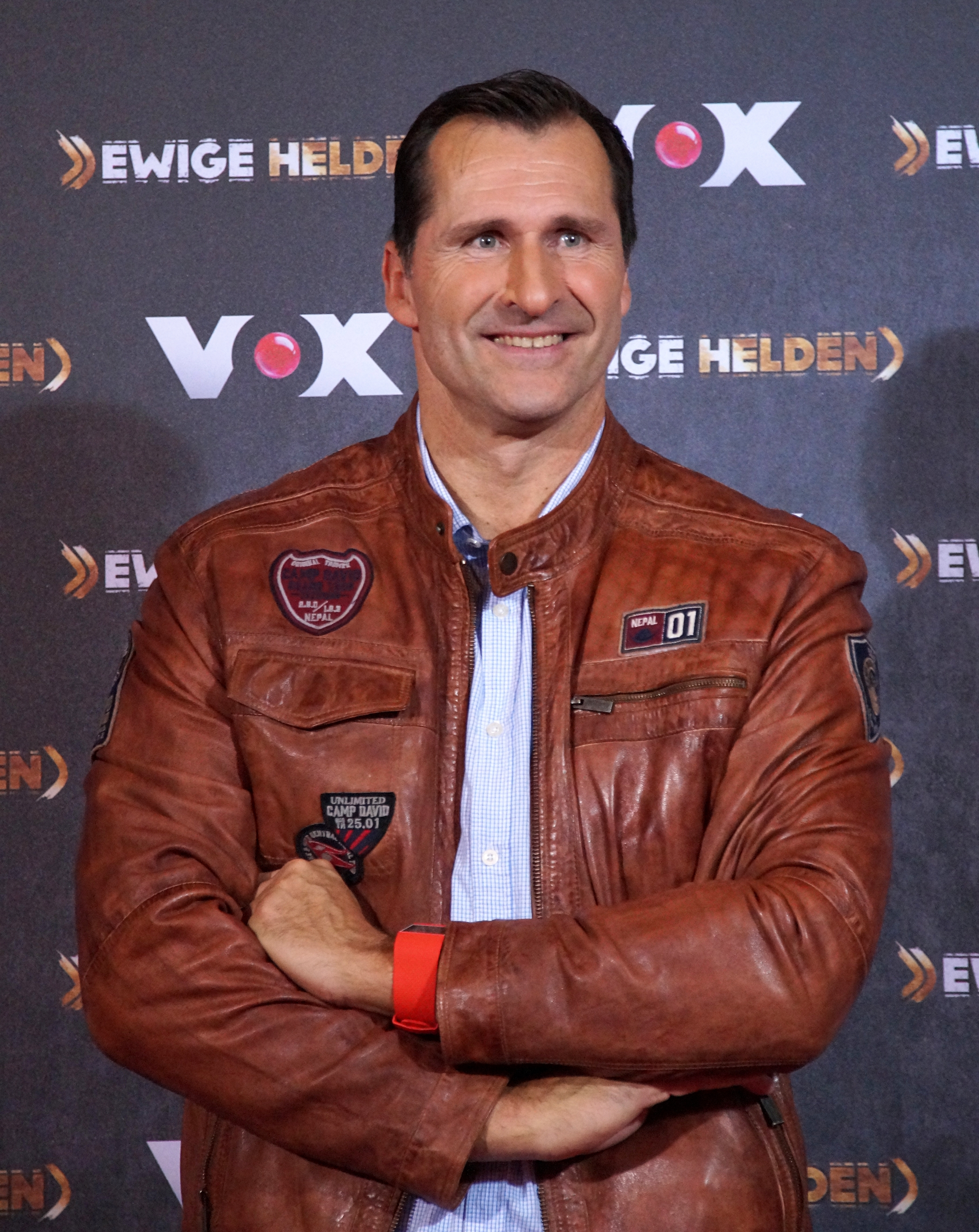
Lars Riedel, einer der erfolgreichsten Diskuswerfer aller Zeiten, kam hier auf den achten Platz

## Videolinks
- 2006 European Championships Men's Discus - 1st Virgilijus Alekna, youtube.com, abgerufen am 28. Januar 2023
- 2006 European Championships Men's Discus - 2nd Gerd Kanter, youtube.com, abgerufen am 28. Januar 2023
- 2006 European Championships Men's Discus - 3rd Aleksander Tammert, youtube.com, abgerufen am 28. Januar 2023

Einzelnachweise und Anmerkungen ==
1. ↑  Athletics - Progression of outdoor world records, Discus throw - Men, sport-record.de (englisch), abgerufen am 28. Januar 2023
2. ↑  Who is Roland Varga?, biographies.net (englisch), abgerufen am 28. Januar 2023